# قانون‌گرایی (الهیات)
در الهیات مسیحی، لگالیسم (به انگلیسی: Legalism) یا قانون‌گرایی یا نومیسم یک عبارت تحقیرآمیز است که به این ایده اطلاق می‌شود که «با انجام کارهای خوب یا با اطاعت از قانون، شخص شامل و سزاوار رستگاری می‌شود.»
دایرةالمعارف مسیحیت ایالات متحده، لگالیسم را به‌عنوان توصیفی تحقیرآمیز برای «اتصال مستقیم یا غیرمستقیم رفتارها، رشته‌ها و اعمال به اعتقاد، و به منظور دست‌یابی به رستگاری و جایگاه درست در برابر خدا» تعریف می‌کند و بر نیاز به «انجام برخی موارد خاص تأکید می‌کند. اعمالی که برای رسیدن به رستگاری انجام می‌شود». علاوه بر این، لگالیسم به‌طور تحقیرآمیز به این دیدگاه اشاره دارد که مسیحیان نباید در اعمال اجتماعی که برخلاف دعوت مسیحیت تلقی می‌شود، شرکت کنند، مانند قمار، رقصیدن، مصرف نوشیدنی‌های الکلی، لذت بردن از برخی سرگرمی‌ها، یا پوشیدن لباس‌های نامتعارف. پرهیز از این چیزها در میان فرقه‌های بنیادگرای مسیحی، محافظه‌کار آناباپتیست و جنبش مقدس محافظه‌کارانه یافت می‌شود.
آنچه «قانون» تلقی می‌شود ممکن است به فرقه مسیحی بستگی داشته باشد. بر خلاف الهیات لوتری که حول آموزه عادل شمرده شدن از طریق ایمان می‌چرخد، مسیحیان سنت آناباپتیست (که نجات را با «ایمانی بالفعل» آموزش می‌دهند) استدلال کرده‌اند که شاگرد بودن عیسی با اطاعت دقیق از دستورات عهد جدید (مانند بوسه مقدس، غسل تعمید، عشای ربانی، پوشش سر، و شستن پاها)، «شواهد مهمی است که نشان می‌دهد یک فرد توبه کرده، ایمان آورده و به مسیح تسلیم شده‌است.» الاهی‌دان آناباپتیست، منو سیمونز، با ارجاع به John 14:15، اتهام لوتری در مورد لگالیسم را رد کرد
زیرا ما از زبان خداوند تعلیم می‌دهیم که اگر می‌خواهیم وارد زندگی [ابدی] شویم، باید احکام را حفظ کنیم. که عشق به خدا این است که ما دستورات او را نگه داریم، واعظان [لوتری] ما را طوفان بهشتی و شایستگی می‌نامند و می‌گویند که ما می‌خواهیم با شایستگی‌های خود نجات پیدا کنیم، اگرچه همیشه اعتراف کرده‌ایم که نمی‌توانیم به‌وسیله آن نجات پیدا کنیم. هر چیزی غیر از شایستگی، شفاعت، مرگ و خون مسیح.